# 피터팬: 전설의 시작
《피터팬: 전설의 시작》(Neverland)은 미국 Syfy에서 2011년 12월 4일부터 5일까지 방영된 미니시리즈이다.